# Sol a casa 2: Perdut a Nova York
Sol a casa 2: Perdut a Nova York (títol original en anglès: Home Alone 2: Lost in New York) és una pel·lícula estatunidenca del 1992 escrita i produïda per John Hughes i dirigida per Chris Columbus. És la segona pel·lícula de la seqüela de Sol a casa. La pel·lícula és protagonitzada per Macaulay Culkin en el paper principal com Kevin McCallister, mentre que Joe Pesci i Daniel Stern, Catherine O'Hara, John Heard, Tim Curry, i Brenda Fricker repeteixen els seus papers. La pel·lícula va ser doblada al català.

## Argument
Un any després del que va passar en la primera pel·lícula, la família McCallister comença a preparar les maletes per passar el Nadal a Miami. Abans de sortir de viatge la família s'assegura que Kevin estigui en la camioneta (perquè no passés el que en la pel·lícula anterior) i després contar-los a tots es dirigeixen a l'Aeroport Internacional O'Hare, però una confusió amb un altre passatger fa que Kevin s'equivoqui i prengui un vol diferent a Nova York. La família ja a Miami en revisar les seves maletes s'adonen que Kevin no està amb ells. Kevin decideix passar el Nadal a Nova York aprofitant que es va quedar amb la targeta de crèdit del seu pare i té el seu bitllet d'avió de tornada a Chicago però no sap que l'administració de l'hotel on s'allotja l'investiga i descobreixen que ha robat la targeta. Durant el seu pas per Nova York, Kevin coneix al vell Duncan, propietari d'una important botiga de joguines que li obsequia dues tórtores del seu arbre de Nadal. Quan surt Kevin es troba novament amb Harry i Marv, ja que ells es van escapar de la presó i intenten atrapar-lo. En arribar, Kevin és descobert pels empleats, que intenten detenir a tot preu. Kevin aconsegueix escapar amb algunes pertinences i decideix tornar a casa però per mala sort al sortir Harry i Marv l'atrapen i destrueixen el seu bitllet d'avió de tornada, mentre el tenen capturat Marv li revela que pretenen robar la botiga de joguines del vell Duncan. En aquest moment Kevin aconsegueix escapar-se dels seus captors generant una situació incòmoda entre Marv i una bonica dona que es trobava davant d'ells.
Després de no tenir cap possibilitat de tornar a casa Kevin decideix refugiar-se en un edifici en construcció pertanyent al seu tio resident a París. Quan torna al seu amagatall, decideix passar pel Central Park, on es troba amb una dona gran criadora de coloms, amb qui es fa amic, i el porta a una sala d'instruments d'una sala d'operacions i li explica que estava en aquest estat perquè el seu marit li havia trencat el cor i va decidir escapar creient que així ningú la tornaria a fer mal. Quan sap que Harry i Marv pretenen robar la botiga de joguines de Duncan, Kevin decideix anar a enfrontar-s'hi per intentar enviar-los novament a presó. Com en la primera pel·lícula Kevin instal·la enginyosament nombroses trampes a la casa del seu oncle per aconseguir atrapar-los. Kevin s'enfronta Harry i Marv des que estan robant la botiga de joguines i fins a la casa on cauen en totes les seves trampes provocant una nova persecució dels lladres amb el nen però quan van pel carrer Kevin rellisca i cau de manera que aconsegueixen atrapar-lo i el porten al Central Park però abans que aconsegueixin donar-li un escarment, apareix la criadora de coloms que aconsegueix alliberar Kevin, qui al seu torn s'orienta a la policia perquè arribi al lloc on els criminals estaven sent atacats pels coloms que els picotegen i són capturats.
Mentrestant Kate que va descobrir que el seu fill era a Nova York i l'està buscant, finalment el troben davant l'enorme arbre nadalenc del Rockefeller Center, tenint en compte el gust que Kevin tenia pels arbres de Nadal. Davant seu, Kevin demana tornar a veure la seva mare, complint el seu somni de manera instantània. Al final de la pel·lícula Kevin va al Central Park amb la dona criadora de coloms a qui li regala una tórtora que li van donar a la botiga de joguines com un símbol d'amistat entre els dos, mentre que el seu pare li crida des de lluny en descobrir que Kevin s'ha gastat més de 900 dòlars a l'hotel, i el Kevin surt corrent.

## Música
La banda sonora la va compondre en John Williams, que també va compondre la primera pel·lícula (Sol a casa). Mentre que la banda sonora és principalment una repetició del material de la primera pel·lícula, hi ha alguns nous temes destacats com "Christmas Star" i "Plaza Hotel and Duncan's Toy Store."
| Núm. | Títol                                                              | Durada |
| ---- | ------------------------------------------------------------------ | ------ |
| 1.   | «Somewhere in My Memory»                                           | 3:49   |
| 2.   | «Home Alone»                                                       | 2:01   |
| 3.   | «We Overslept Again»                                               | 2:46   |
| 4.   | «Christmas Star»                                                   | 3:18   |
| 5.   | «Arrival in New York»                                              | 1:41   |
| 6.   | «Plaza Hotel and Duncan's Toy Store»                               | 3:45   |
| 7.   | «Concierge and Race to the Room»                                   | 2:04   |
| 8.   | «Star of Bethlehem»                                                | 3:28   |
| 9.   | «The Thieves Return»                                               | 4:35   |
| 10.  | «Appearance of Pigeon Lady»                                        | 3:19   |
| 11.  | «Christmas at Carnegie Hall: O Come All Ye Faithful/O Little Town» | 5:02   |
| 12.  | «Into the Park»                                                    | 3:49   |
| 13.  | «Haunted Brownstone»                                               | 3:02   |
| 14.  | «Christmas Star and Preparing the Trap»                            | 4:17   |
| 15.  | «To the Plaza Presto»                                              | 3:22   |
| 16.  | «Reunion at Rockefeller Center»                                    | 2:37   |
| 17.  | «Kevin's Booby Traps»                                              | 3:41   |
| 18.  | «Finale»                                                           | 3:55   |
| 19.  | «Merry Christmas, Merry Christmas»                                 | 2:51   |

## Al voltant de la pel·lícula

### Anecdotari
- "Àngels amb ànimes corruptes" era una pel·lícula de ficció sobre gàngsters que es va crear especialment per a la pel·lícula. Apareix una seqüela titulada "Àngels amb ànimes encara més corruptes" a la seqüela de "Sol a casa".[4]
- L'aparell que fa servir Macaulay Culkin per gravar sons, va ser creat expressament per a la pel·lícula, encara que en realitat no funcionava. El 1993 es va recrear una sèrie limitada real a causa de les peticions de cartes que van rebre de fans de la pel·lícula.[4]

## Repartiment
| Actor            | Personatge               | Doblatge al català    |
| ---------------- | ------------------------ | --------------------- |
| Macaulay Culkin  | Kevin McCallister        | Núria Domènech        |
| Joe Pesci        | Harry Lime               | Jaume Lleal           |
| Daniel Stern     | Marv Merchants           | Xavier Fernández      |
| Catherine O'Hara | Kate McCallister         | Carme Alarcón         |
| John Heard       | Peter McCallister        | Oriol Rafel           |
| Devin Ratray     | Buzz McCallister         | Albert Trifol Segarra |
| Gerry Bamman     | Oncle Frank McCallister  | Ignasi Abadal         |
| Terrie Snell     | Tieta Leslie McCallister | Esperança Domènech    |
| Tim Curry        | Sr. Hector               | Antoni Forteza        |
| Brenda Fricker   | Dona dels Coloms         | Rosa Pastó            |
| Eddie Bracken    | E.F. Duncan              | Josep Maria Ullod     |
| Dana Ivey        | Srta. Stone              | Lourdes López         |
| Rob Schneider    | Cedrick                  | Aleix Estadella       |
| Ralph Foody      | Gàngster Johnny          | Enric Serra Frediani  |
| Clare Hoak       | Noia d'en Johnny         | Isabel Muntaner       |
| Monica Devereux  | Operadora Telefònica     | Montserrat Roig       |
| Bob Eubanks      | Presentador del Concurs  | Jaume Costa           |
| Ally Sheedy      | Hostessa de l'Aeroport   | Ana Maria Solsona     |
| Rod Sell         | Oficial Bennett          | Toni Moreno           |

## Saga
- Sol a casa (1990)
- Sol a casa 3 (1997)
- Sol a casa 4 (2002)
- Home Alone: The Holiday Heist (2012)